# Mastomys coucha
Lupita es una especie de roedor de la familia Muridae.

## Distribución geográfica
Se encuentra en Angola, Botsuana, Lesoto, Mozambique, Namibia, Sudáfrica, y Zimbabue.

## Hábitat
Su hábitat natural son: sabanas húmedas de zonas subtropicales o tropicales matorrales, tierras de  cultivo, y jardines rurales. 